# SUPER EUROBEAT presents HYPER EURO MAX
『SUPER EUROBEAT presents HYPER EURO MAX』（スーパー・ユーロビート・プレゼンツ・ハイパー・ユーロ・マックス）は、日本の女性ダンス・ボーカルグループMAXの初のリミックスアルバムである。

## 概要
- avexの洋楽部から発売されているユーロビートのコンピレーション・アルバム『SUPER EUROBEAT』とのコラボレーション作品で、MAXの数々のヒット曲が全曲ユーロビートにリミックスされたアルバムである。
- 初回限定盤のみ特殊パッケージ仕様。
- Sergio Dall'ora、Luca Degani、Dave Rodgers、A.Contini、DELTA TEAM、Luke Penn、S.Olivaといったイタリア・ユーロビート界の重鎮がリミックスを手がけている。

## 収録曲
1. あの夏へと (TIME GO GO REMIX)
リミックス：Sergio Dall'ora & Luca Degani
13thシングル。
2. 閃光-ひかり-のVEIL (Traditional Mix)
リミックス：Dave Rodgers & A.Contini
9thシングル。
3. 銀河の誓い (Eurosenti Mix)
リミックス：Sergio Dall'ora & Luca Degani
14thシングル。
4. 一緒に･･･ (Sweet Mix)
リミックス：DELTA TEAM
15thシングル。
5. Love impact (MELODIC REMIX)
リミックス：Luke Penn
12thシングル。
6. Love is Dreaming (Eurobeat Mix)
リミックス：DELTA TEAM
7thシングル。
7. Shinin' on - Shinin' love (Aggressive Mix)
リミックス：DELTA TEAM
8thシングル。
8. Give me a Shake (Euro-Power Mix)
リミックス：Dave Rodgers
6thシングル。
9. HARMONY (Eurobeat Mix)
リミックス：Dave Rodgers & S.Oliva
2ndオリジナルアルバム。「MAXIMUM II」の3曲目に収録。
10. I will (Sentimental Mix)
リミックス：DELTA TEAM
2ndオリジナルアルバム。「MAXIMUM II」の4曲目に収録。
11. Grace of my heart (MAXIMUM Mix)
リミックス：Sergio Dall'ora & Luca Degani
11thシングル。
12. Ride on time (Eurobeat Mix)
リミックス：Luke Penn
10thシングル。